# Emil Stang
Emil Stang (Oslo, 14 de junio de 1834 – Ibídem, 4 de julio de 1912) fue un político y jurista noruego. Ejerció como Primer ministro de Noruega entre 1889 y 1891 y entre 1893 y 1895. También fue líder del Høyre en tres períodos no consecutivos: 1884-1889, 1891-1893 y 1896-1899.

## Biografía
Emil Stang  nació en Christiania (actual Oslo), siendo hijo del político y ex primer ministro Frederik Stang. Obtuvo su candidatura en derecho en 1958, y desde 1861 empezó a ejercer como abogado. Ese mismo año, también fue parte en la edición de la Ugeblad para Lovkyndighed ("Revista semanal de conocimientos jurídicos"). Entre 1871 y 1907  fue editor de Norsk Retstidende (los anales de tribunales noruegos), exceptuando los períodos en los cuales ejerció como Primer ministro.
Fue uno de los fundadores del Høyre, el principal partido conservador de Noruega, llegando a ser su primer presidente entre 1884 y 1889, y que volvió a ejercer tanto entre 1891 y 1893, y entre 1896 y 1899. Fue Primer ministro de Noruega entre 1889 y 1891 y nuevamente entre 1893 y 1895. Entre 1889 y 1891 fue Presidente del Storting. En 1891, fue designado juez en la Corte Diocesana de Christiania, pero nunca llegó a ejercer el cargo. En 1895 fue juez presidente (lagmann) en las cortes regionales de Borgarting y Agder, y en 1901, ejerció como juez de la Corte Suprema. Presentó su retiro en 1904.

## Vida privada
En 1890, Stang fue condecorado con la Orden de San Olaf. En 1865, contrajo matrimonio con Adelaide Pauline Berg, y tuvieron dos hijos: Emil Stang Jr, quién llegaría a ser Presidente de la Corte Suprema de Noruega, y Fredrik Stang, quién llegaría a ser Ministro de Justicia entre 1912 y 1913. Falleció en Oslo en 1912.